# Михалаки Георгиев
Михалаки Георгиев е български писател белетрист, общественик, дипломат, стопански деец.

## Биография
Роден е на 11 август 1854 г. във Видин, тогава в Османската империя. Той е сред представителите на новобългарската литература, които се формират като творци през Възраждането, но се разгръщат напълно след Освобождението. Първоначално публикува отделни материали в списанията „Читалище“, „Право“, „Ступан“. Те са предимно на икономическа тематика.
След Освобождението работи като управител на Видинската митница, ревизор на митниците в България, служител в Министерството на обществените сгради, земеделието и търговията и в Министерството на финансите, дипломатически представител във Виена и Белград. През 1892 г. е организатор и директор на първото българско земеделско и промишлено изложение в Пловдив. Инициатор и организатор на първата българска държавна лотария, неговият подпис стои върху всичките 300 000 билета.
След 1900 г. е писател, публицист и редактор на вестник „Балканска трибуна“, редовен член на БКД. Създава и редактира едно от първите земеделски списания – „Домакин“. Съставя първия български учебник по ботаника за средни училища. Отпечатва го в Белград през 1881 г.
В неговия дом се запознават Иван Вазов и Иван Шишманов.
От 1890 г. се включва пълноценно в следосвобожденската белетристика с теми из живота на българското село. Пише разкази, очерци и хуморески. Творчеството му, макар самобитно и специфично, е неразделна част от критико-реалистичната линия в българската литература от този период в лицето на Иван Вазов, Тодор Влайков, Алеко Константинов и др.
По-известни произведения са „Така се лъже човек. Хумореска“ (1899), „От късмета е всичко на тоя свят“ (1904), „Три срещи. Спомени от миналото“ (1899) – пълни с хумор и сарказъм, „Бирникът дошел – драматизация“ (1905), „Тахир Беговица“ (1910) и др. Създава цяла галерия от образи на обикновени хора. Езикът на творбите му е колоритен, изпъстрен с диалектизми, турцизми, пословици и поговорки.
Умира на 14 февруари 1916 г. в София, Царство България.

## Частична библиография

### Съчинения
- „Така се лъже човек. Хумореска“ (1899)
- „Три срещи. Спомени от миналото“ (1899)
- „От късмета е всичко на този свят“ (1904)
- „Разкази и хуморески. т. I, т. II“, с предговор от Иван Вазов (1919, 1921) и др.

### Разкази
- „Меракът на чичо Денчо“, Литературен клуб (1899)